# Deuteronilus Cavus
Deuteronilus Cavus ist eine etwa 120 Kilometer große Senke im nördlichen Teil der Region Arabia Terra auf dem Mars. Der Name Deuteronilus stammt aus dem Griechischen und bedeutet „zweiter Nil“ –  eine Anspielung auf das nahegelegene Talsystem Mamers Valles im Nordosten von Deuteronilus Cavus. Mamers Valles erstreckt sich über mehr als 1000 Kilometern – vom südlichen Hochland bis ins nördliche Tiefland. Die Umgebung von Deuteronilus Cavus wird als sogenanntes „fretted terrain“ bezeichnet, einem englischen Begriff, der auf intensive Erosionsprozesse zwischen Hoch- und Tiefland hinweist. Diese Übergangszone ist durch eine Vielzahl von Hügeln, Tafelbergen, verzweigten Tälern und Senken geprägt. Geologisch ist Deuteronilus Cavus besonders interessant, da das Gebiet sowohl alte Strukturen aus der Noachischen Periode als auch jüngere Ablagerungen aus der Amazonischen Periode aufweist.